# Teorías de la religión

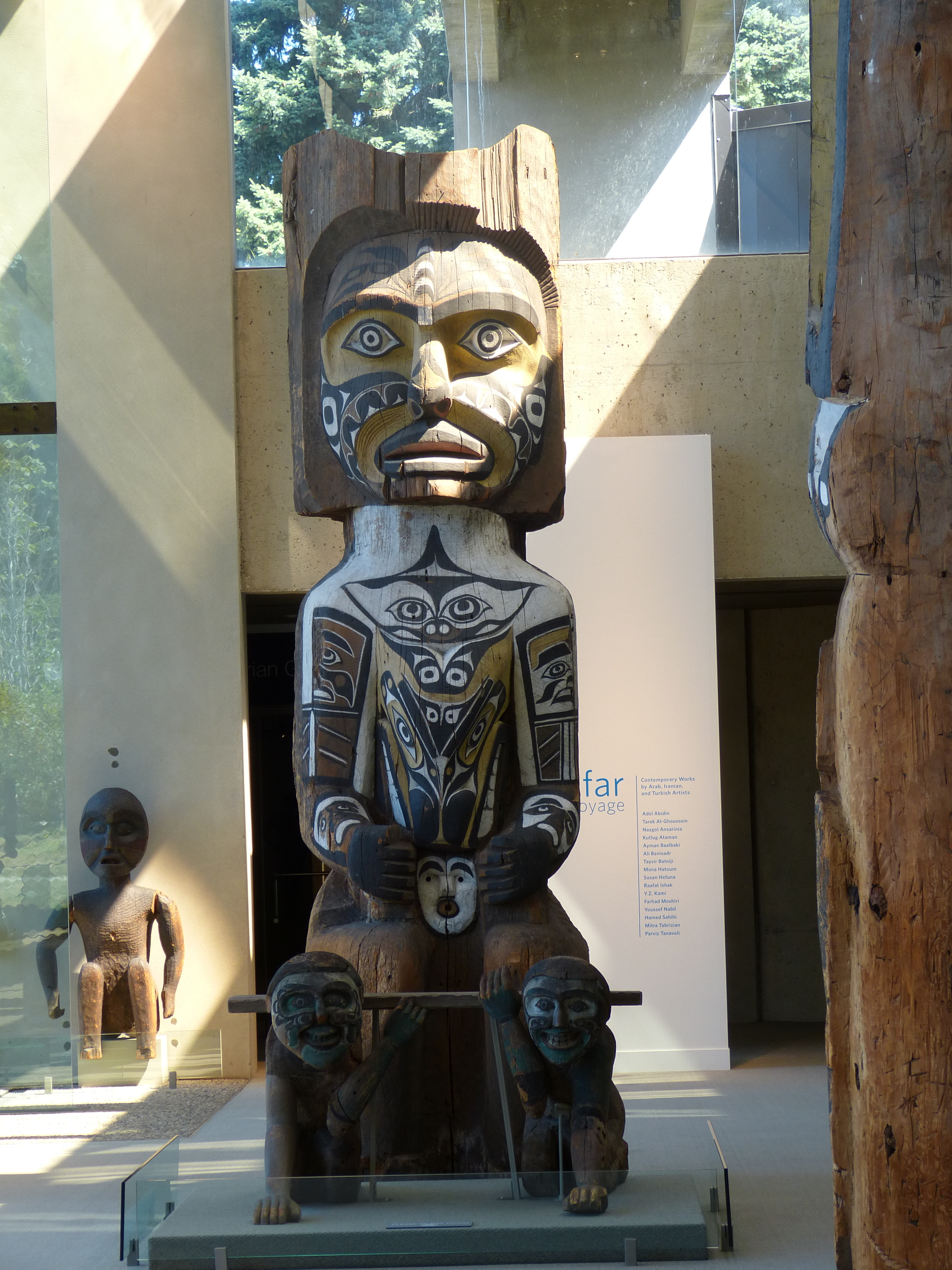
MOA - Kwawaka'wakw Estatua ancestral

Las teorías de la religión (o teorías sobre la religión) sociológicas y antropológicas generalmente intentan explicar el origen y la función de la religión. Estas teorías definen lo que presentan como características universales de la creencia y la práctica religiosas.

## Historia
Ya en la época presocrática, los autores antiguos avanzaron teorías precientíficas sobre la religión. Heródoto (484 – 425 a. C.) pensaba que los dioses de Grecia eran los mismos que los dioses de Egipto. Evémero (ca. 330 – 264 a. C.) consideraba a los dioses personas históricas excelentes a quienes sus admiradores, por fin, habían  llegado a venerar. 
Las teorías científicas, inferidas y comprobadas por el método comparativo, surgieron en los siglos XVIII y XIX, cuando se disponía de información sobre tribus y pueblos de todo el mundo. Max Müller (1823-1900), conocido por haber fundado el estudio científico de las religiones, defendió un método comparativo que se convirtió en la religión comparada.
Posteriormente, Clifford Geertz (1926-2006) y otros cuestionaron la validez de una teoría general que concentrara todas las religiones.

## Clasificación
Las teorías de la religión pueden clasificarse en:
- Teorías sustantivas (o esencialistas), que se centran en el contenido de las religiones y en el significado de esos contenidos para las personas. Este planteamiento afirma que las personas tienen fe porque las creencias tienen sentido en tanto que tienen valor y son comprensibles. Las teorías de Tylor y Frazer (basadas en el valor explicativo de la religión para sus adeptos), de Rudolf Otto (centradas en la importancia de la experiencia religiosa, más concretamente en experiencias que son tan fascinantes como aterradoras) y de Mircea Eliade (basadas en el anhelo de la perfección de otro mundo, la búsqueda de sentido y la búsqueda de patrones en la mitología de varias religiones) son ejemplos de teorías sustantivas.

- Teorías funcionales, que se centran en las funciones sociales o psicológicas que la religión tiene para un grupo o un individuo. En términos sencillos, el enfoque funcional considera a la religión como algo «que realiza ciertas funciones para la sociedad».[7] Las teorías de Karl Marx (el papel de la religión en las sociedades capitalistas y precapitalistas), Sigmund Freud (el origen psicológico de las creencias religiosas), Émile Durkheim (la función social de las religiones), y la teoría de Stark y Bainbridge son ejemplos de teorías funcionales.[8] Este enfoque tiende a ser estático, con excepción de la teoría de Marx, y se diferencia de la perspectiva de Weber, que trata de la interacción y los procesos dinámicos entre las religiones y el resto de sociedades.[9]

- Teorías de las relaciones sociales de la religión, que se centran en la naturaleza o la forma social de las creencias y las prácticas. Son ejemplos de ello el libro de Charles Taylor A Secular Age,[10] así como la obra de Clifford Geertz. El planteamiento se resume en el argumento de Paul James de que la religión es un «sistema relativamente limitado de creencias, símbolos y prácticas que abordan la naturaleza de la existencia a través de la comunión con los demás y la otredad, vivida en la asimilación y en la trascendencia espiritual de las ontologías fundamentadas socialmente sobre la base del tiempo, el espacio, la encarnación y el conocimiento».[11] Esto evita la dicotomía entre lo inmanente y lo trascendental.

En otras dicotomías según las cuales se pueden clasificar las teorías o descripciones de las religiones se incluyen:
- Perspectivas «internas» frente a perspectivas «externas» (que corresponden aproximadamente a descripciones emic contra etic).

- Puntos de vista individualistas frente a puntos de vista sociales.

- Puntos de vista evolucionistas frente a puntos de vista relativistas.

## Metodologías
Los primeros esencialistas, como Tylor y Frazer, buscaron creencias y prácticas similares en todas las sociedades, en especial en las más primitivas, más o menos con independencia del tiempo y el lugar. Se apoyaron, en gran medida, en informes de misioneros, descubridores y funcionarios civiles coloniales. Todos ellos eran investigadores con una formación religiosa, por lo que observaban la religión desde dentro. Por lo general, no realizaban un trabajo de investigación sobre el terreno, sino que usaban los informes casuales de otros. Este método provocó que se los criticara por falta de universalidad, cosa que muchos de ellos admitieron. Sin embargo, las teorías podrían actualizarse con nuevos informes que Robert Ranulph Marett (1866-1943) elaboró para la teoría de Tylor sobre la evolución de la religión.
Los investigadores de campo, que algunas universidades y otras instituciones enviaron con el propósito de recopilar datos culturales específicos, hicieron posible una base de datos mucho mayor que los informes aleatorios. Por ejemplo, el antropólogo E. E. Evans-Pritchard (1902-1973) se inclinó por un estudio étnico detallado de la religión tribal, pues lo consideraba más fiable. Evans-Pritchard criticó el trabajo de sus predecesores, Müller, Tylor y Durkheim, porque, según él, eran especulaciones que no podían probarse. Los llamó «antropólogos de sillón».
Una segunda metodología, el funcionalismo, busca explicaciones a la religión desde fuera de la religión. Es decir, los teóricos son en general (aunque no necesariamente) ateos o agnósticos. Al igual que hicieron los esencialistas, los funcionalistas usaron informes para proceder a los estudios de investigación. Sin embargo, sus supuestos fundamentales son bastante distintos. En particular, presentaron lo que se llama «naturalismo metodológico». Para explicar la religión rechazan las explicaciones divinas o sobrenaturales sobre el estado u origen de las religiones ya que no se pueden probar de forma científica. De hecho, teóricos como Marett (un anglicano) excluyeron por completo los resultados científicos y definieron la religión como el dominio de lo impredecible e inexplicable. Es decir, la religión comparada es el estudio racional (y científico) de lo irracional. A pesar de que los métodos sean los mismos, la dicotomía entre las dos categorías no se puede solucionar porque cada una excluye los datos de la otra. 
Los funcionalistas y algunos esencialistas posteriores (E. E. Evans-Pritchard, entre otros) criticaron la teoría sustantiva por su desatención a los aspectos sociales de la religión. Tales críticos llegaron incluso a calificar las opiniones de Tylor y Frazer sobre el origen de la religión como especulaciones imposibles de verificar. Afirmaron que la percepción de que el monoteísmo es más evolucionado que el politeísmo es una mera preconcepción. Hay evidencias de que el monoteísmo estaba más presente en las sociedades cazadoras que en las sociedades agrícolas. Según el escritor Andrew Lang (1844-1912) y E. E. Evans-Pritchard, la idea de una evolución uniforme en la tradición popular es objeto de críticas por no ser verificable. De acuerdo con esta última consideración, las creencias evolutivas de los primeros antropólogos culturales previeron una evolución cultural uniforme. Otra consideración supone que Tylor y Frazer eran individualistas (poco científicos). No obstante, algunos, como el antropólogo Robin Horton, entre otros, piensan que ese enfoque merece ser tenido en cuenta. La dicotomía entre ambas suposiciones fundamentales, así como la cuestión sobre qué datos pueden considerarse válidos, continúa.

## Teorías sustantivas

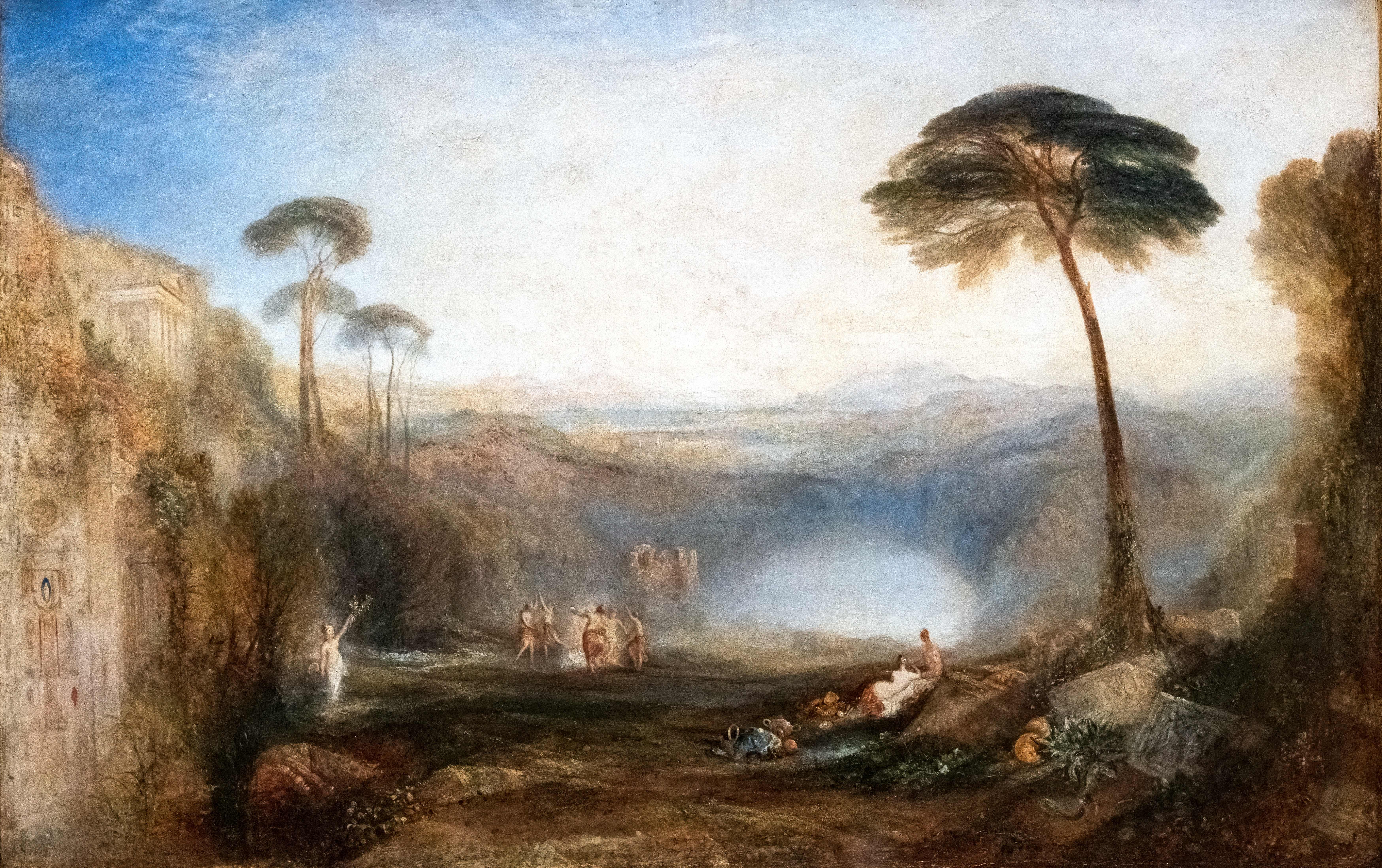
Pintura de J. M. W. Turner La Rama dorada, basada en el incidente de la rama dorada de la Eneida.

### Teorías evolutivas
Las teorías evolutivas consideran a la religión una adaptación o un derivado. Las teorías adaptacionistas ven a la religión como un valor adaptativo para la supervivencia de los humanos del Pleistoceno. Las teorías derivadas consideran a la religión una enjuta.

### Edward Burnett Tylor

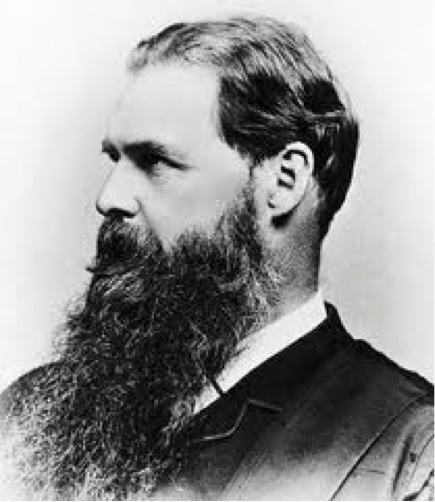
Edward Burnett Tylor (1832-1917)

El antropólogo Edward Burnett Tylor (1832-1917) definió la religión como una creencia en los seres espirituales y afirmó que esta creencia se originó como una explicación a los fenómenos naturales. La creencia en los espíritus surgió de los intentos de explicar la vida y la muerte. Los primitivos interpretaban los sueños humanos en los que los espíritus parecían manifestarse como una indicación de que la mente humana podía existir independientemente del cuerpo. Además, lo interpretaban así para poder explicar la vida y la muerte, y la creencia en la vida después de la muerte. Mitos y deidades que explicaban los fenómenos naturales se originaban por analogía y como extensión de estas explicaciones. Su teoría daba por hecho que la psique de todas las personas de cualquier época es más o menos igual, y que esas explicaciones, en culturas y religiones, tienden a crecer de forma más sofisticada a través de religiones monoteístas como el cristianismo y, finalmente, la ciencia. Tylor vio prácticas y creencias en las sociedades modernas que eran similares a las que habían sobrevivido de las sociedades primitivas, pero no explicó por qué sobrevivieron.

### James George Frazer

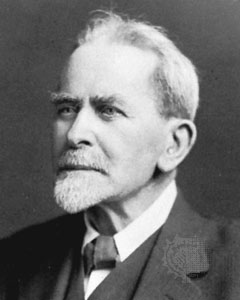
James George Frazer (1854-1941)

James George Frazer (1854-1941) plasmó y amplió las teorías de Tylor en su libro La rama dorada, pero estableció una distinción entre magia y religión. La magia se utilizaba para influir en el mundo natural en la lucha del hombre primitivo por sobrevivir. Aseguró que la magia se basaba en una creencia sin sentido crítico de los primitivos en el contacto y la imitación. Por ejemplo, el hombre primitivo podía invocar precipitaciones al rociar agua sobre el suelo. Afirmó que, según ellos, la magia trabajaba a través de leyes. En cambio, la religión es la fe en que el mundo natural no está gobernado por leyes, sino por una o más deidades con rasgos de personas a quienes se puede implorar.

### Rudolf Otto
El teólogo Rudolf Otto (1869-1937) se centró en la experiencia religiosa, de manera más específica en momentos que llamó «numinosos», cuyo significado es «lo absolutamente otro». Lo describió como mysterium tremendum (misterio tremendo) y mysterium fascinans (misterio fascinante). Él entendía la religión como lo que surgía de esas experiencias. 
Afirmó que esas experiencias surgen de una facultad especial y no racional de la mente humana, en gran parte no relacionada con otras facultades, por lo que la religión no puede reducirse a la cultura o a la sociedad. Algunos de sus puntos de vista, como que la experiencia del numen fue causada por una realidad trascendental, no se pueden probar y, por tanto, son poco científicos. 
Sus ideas influyeron enormemente en los fenomenólogos y en Mircea Eliade.

### Mircea Eliade
La perspectiva de Mircea Eliade (1907-1986) surgió de la fenomenología de la religión. Al igual que Otto, el veía la religión como algo especial y autónomo que no puede reducirse solo a lo social, económico o psicológico. Del mismo modo que Durkheim, Eliade entendía lo sagrado como central para la religión, pero a diferencia del primero, consideraba que lo sagrado a menudo está relacionado con lo sobrenatural, no con la tribu o la sociedad. La vida cotidiana de una persona ordinaria está conectada con lo sagrado por la manifestación de lo sagrado, lo que se conoce como hierofanía. La teofanía (la manifestación de un dios) es un caso especial. En El mito del eterno retorno, Eliade escribe que los hombres arcaicos desean participar en lo sagrado y que anhelan regresar al paraíso perdido fuera del tiempo histórico para escapar del sinsentido. El hombre primitivo no podía soportar que su lucha por la supervivencia no tuviera sentido. Según Eliade, el hombre tenía nostalgia (anhelo) por una perfección de otro mundo. El hombre arcaico desea escapar del terror del tiempo, el cual percibe como cíclico. Religiones históricas como el cristianismo y el judaísmo se rebelaron contra este antiguo concepto del tiempo cíclico. Contactaron con lo sagrado y le dieron sentido en la historia a través del dios de Israel.

Mircea Eliade (1907-1986)

Eliade buscó y encontró patrones mitológicos en varias culturas, p. ej., dioses del cielo como Zeus.
La metodología de Eliade analizaba la religión comparada de varias culturas y sociedades, más o menos de forma independiente de otros aspectos de esas sociedades y basándose, a menudo, en informes de segunda mano. Para sus teorías también aplicó algunos conocimientos personales de otras sociedades y culturas, como su conocimiento de la religión popular hindú, entre otras.
Fue criticado por su imprecisión en la definición de sus conceptos clave. Como a Frazer y a Tylor, también se le acusó de hacer comparaciones fuera de contexto entre creencias religiosas de sociedades y culturas muy diferentes. Además, se le acusó de tener preferencias religiosas (cristiana e hindú), aunque esa parcialidad no parece ser decisiva para su teoría.

### E. E. Evans-Pritchard

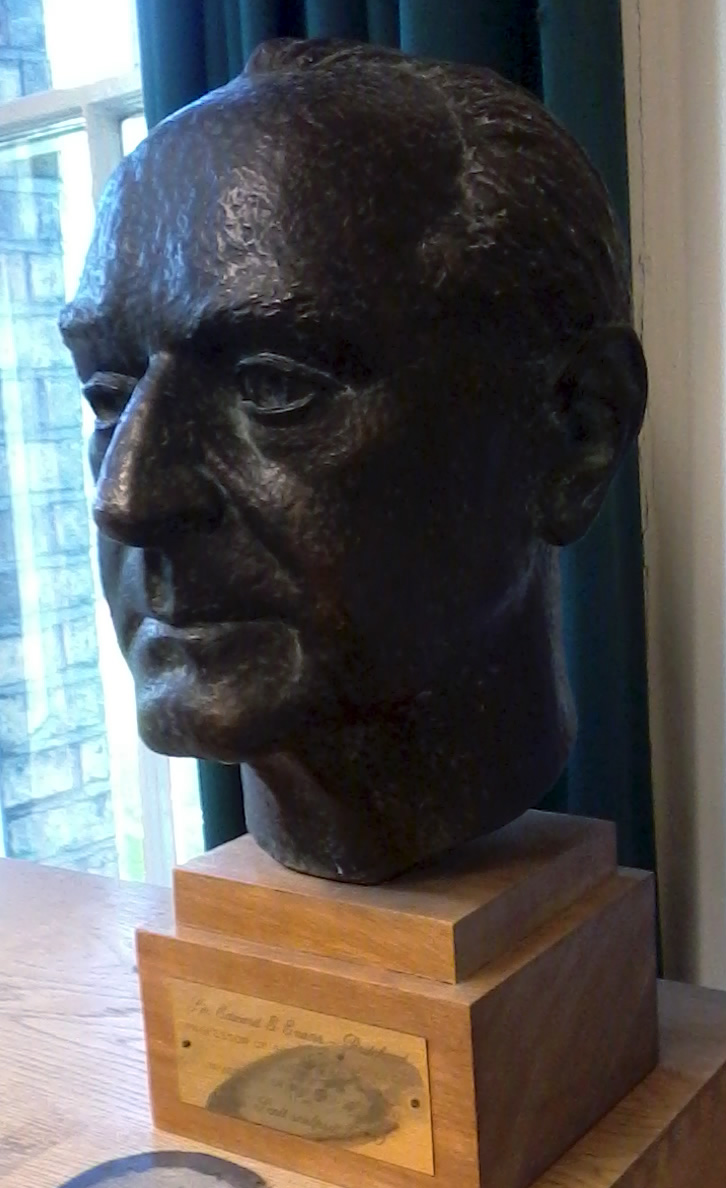
Busto de E.E. Evans-Pritchard (1902-1973)

El antropólogo Edward Evan Evans-Pritchard (1902-1973) llevó a cabo amplios estudios etnográficos entre los pueblos Azande y Nuer, quienes era considerados como «primitivos» por la sociedad y por eruditos anteriores a él. Evans-Pritchard vio que estas personas eran diferentes, pero no primitivas.
A diferencia de eruditos anteriores, Evans-Pritchard no propuso una gran teoría universal, e hizo un prolongado y extenso trabajo de campo entre los pueblos «primitivos», entre los que estaban los azande, con estudios de su cultura y su religión. No se trataba solo de un contacto superficial como el de Eliade.
Argumentó que la religión de los azande (brujería y oráculos) no puede entenderse sin el contexto social y su función social. La brujería y los oráculos desempeñaron un importante papel a la hora de resolver disputas entre los azande. En este sentido, estaba de acuerdo con Durkheim, aunque reconocía que Frazer y Tylor tenían razón en que su religión también poseía un aspecto explicativo intelectual. La fe de los azande en la brujería y en los oráculos era bastante lógica y coherente una vez aceptados algunos principios fundamentales. La pérdida de la fe en los principios fundamentales no podía tolerarse debido a su importancia social y, por lo tanto, tenían un sistema elaborado de explicaciones (o excusas) contra pruebas que desmintieran esos principios. Asimismo, no existía un sistema alternativo de términos ni escuelas de pensamiento.
Evans-Pritchard fue muy crítico con los teóricos anteriores de la religión primitiva, con excepción de Lucien Lévy-Bruhl, y afirmó que habían hecho declaraciones acerca de los primitivos sin tener el suficiente conocimiento interno para hacer más que suposiciones. A pesar de alabar las obras de Bruhl, Evans-Pritchard no estaba de acuerdo con la declaración de Bruhl sobre que un miembro de una tribu «primitiva» dijera «yo soy la luna» fuera prelógico, sino que esta declaración tenía perfecto sentido dentro de su cultura si se entendía metafóricamente.
Aparte de los azande, Evans-Pritchard también estudió al pueblo Nuer, vecino del Azande, pero muy diferente. Los nuer habían practicado una fe monoteísta abstracta, algo similar al cristianismo y al judaísmo, solo que incluía a espíritus menores. También practicaban el totemismo, pero este era un aspecto secundario de su religión y, por lo tanto, debía hacerse una corrección de las generalizaciones de Durkheim. Evans-Pritchard no propuso una teoría de las religiones, sino únicamente una teoría de la religión Nuer.

### Clifford Geertz
El antropólogo Clifford Geertz (1926-2006) realizó varios estudios en pueblos javaneses. Evitó el concepto subjetivo e impreciso de actitud grupal utilizado por Ruth Benedict mediante el análisis de la sociedad, como propuso Talcott Parsons que, a su vez, lo había adaptado del de Max Weber. La adaptación de Parsons distinguía a todos los grupos humanos en tres niveles: 1. Un nivel individual controlado por 2. un sistema social controlado por 3. un sistema cultural. Geertz coincidió con Weber cuando este escribió que «el hombre es un animal suspendido en redes de significado que él mismo ha tejido y, por tanto, el análisis de ello no es una ciencia experimental en busca de leyes, sino una interpretación en busca de sentido». Geertz sostenía que las meras explicaciones para describir religiones y culturas no eran suficientes: también era necesario interpretarlas. Defendía lo que llamaba descripciones densas para interpretar los símbolos mediante la observación de su uso y, por este trabajo, se le consideró el fundador de la antropología simbólica.
Geertz entendía la religión como uno de los sistemas culturales de una sociedad. Definió la religión como:
(1) Un sistema de símbolos
(2) que actúa para establecer estados de ánimo y motivaciones poderosas, penetrantes y duraderas en los hombres
(3) formulando concepciones de orden general de existencia y
(4) vistiendo estas concepciones con tal aura de objetividad que
(5) los estados de ánimo y las motivaciones parecen realistas de manera único.
Con el concepto de símbolos, Geertz se refería a algo que encierra un concepto, porque veía la religión y la cultura como sistemas de comunicación. 
Esta definición hace hincapié en el refuerzo mutuo entre la cosmovisión y el ethos.
Aunque usaba más o menos la misma metodología que Evans-Pritchard, no compartía la esperanza de Evans-Pritchard de que alguna vez se pudiera encontrar una teoría de la religión. Geertz sugirió que la metodología no era el método científico de las ciencias naturales, sino el método de los historiadores que estudiaban la historia.

## Teorías funcionales

### Karl Marx
El filósofo socialista Karl Marx (1818-1883) defendía una visión materialista del mundo. Según Marx, la dinámica de la sociedad estaba determinada por las relaciones de producción, es decir, las relaciones que sus miembros necesitaban introducir para producir sus medios de supervivencia.

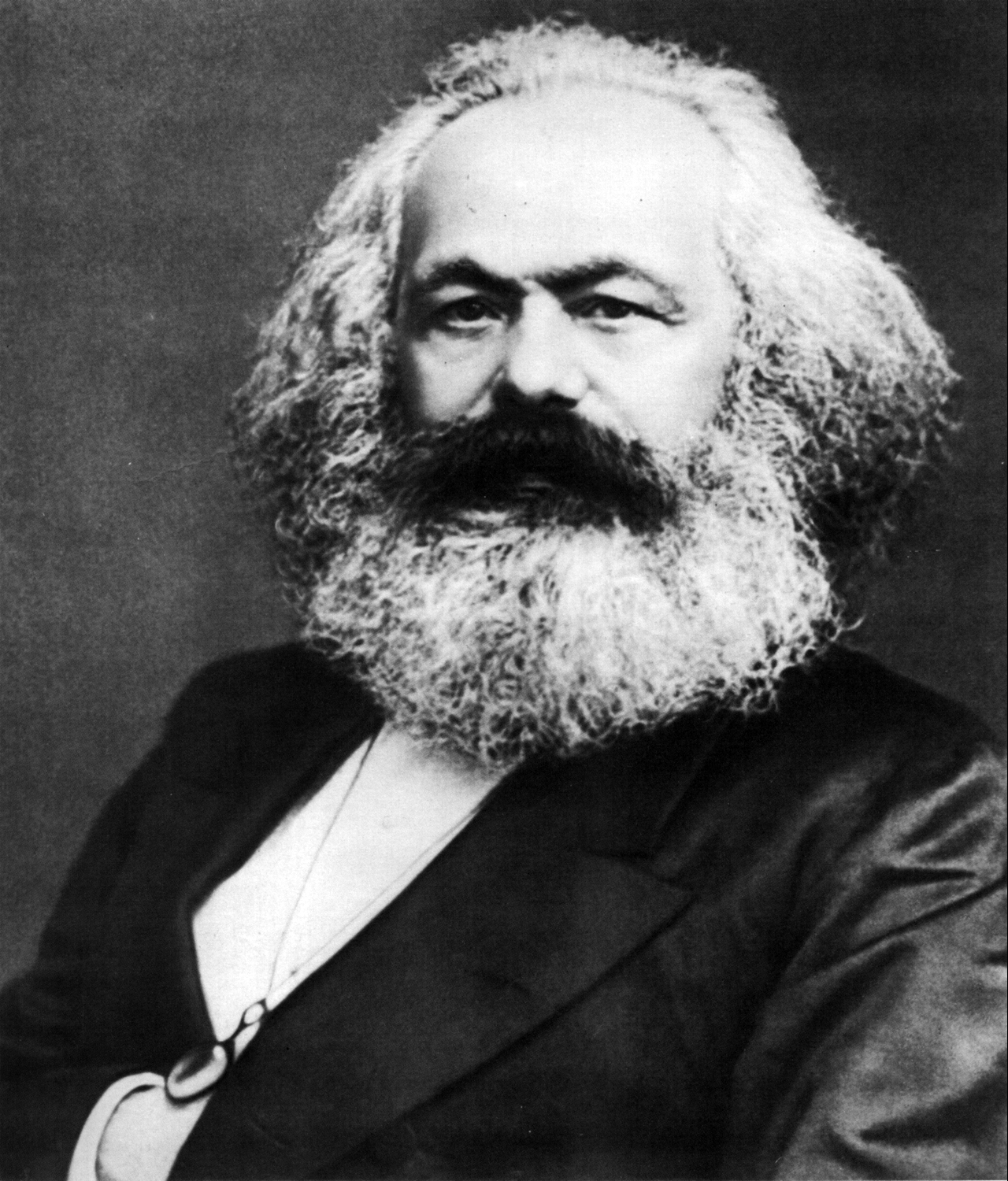
Karl Marx (1818-1883)

Al desarrollar las ideas de Ludwig Feuerbach, vio la religión como un producto de alienación que servía para aliviar el sufrimiento inmediato de las personas, y como una ideología que ocultaba la verdadera naturaleza de las relaciones sociales. Estimó que era una parte contingente de la cultura humana que habría desaparecido después de la abolición de la sociedad de clases.
Sin embargo, estas afirmaciones se limitaban a su análisis de la relación histórica entre las culturas europeas, las instituciones políticas y sus tradiciones religiosas cristianas.
Las opiniones marxistas influyeron enormemente en la comprensión y conclusiones de las personas sobre la sociedad, como la escuela antropológica del materialismo cultural, entre otras.
Los expertos en ese campo nunca han tomado en serio las explicaciones de Marx sobre las religiones, aunque una buena parte de ellos acepta que las opiniones de Marx pueden explicar varios aspectos de las religiones.
Algunos trabajos recientes sugieren que, si bien el relato estándar del análisis de la religión de Marx es cierto, también es solo una parte del relato dialéctico, el cual considera seriamente los momentos perjudiciales y los momentos positivos de la religión.

### Sigmund Freud

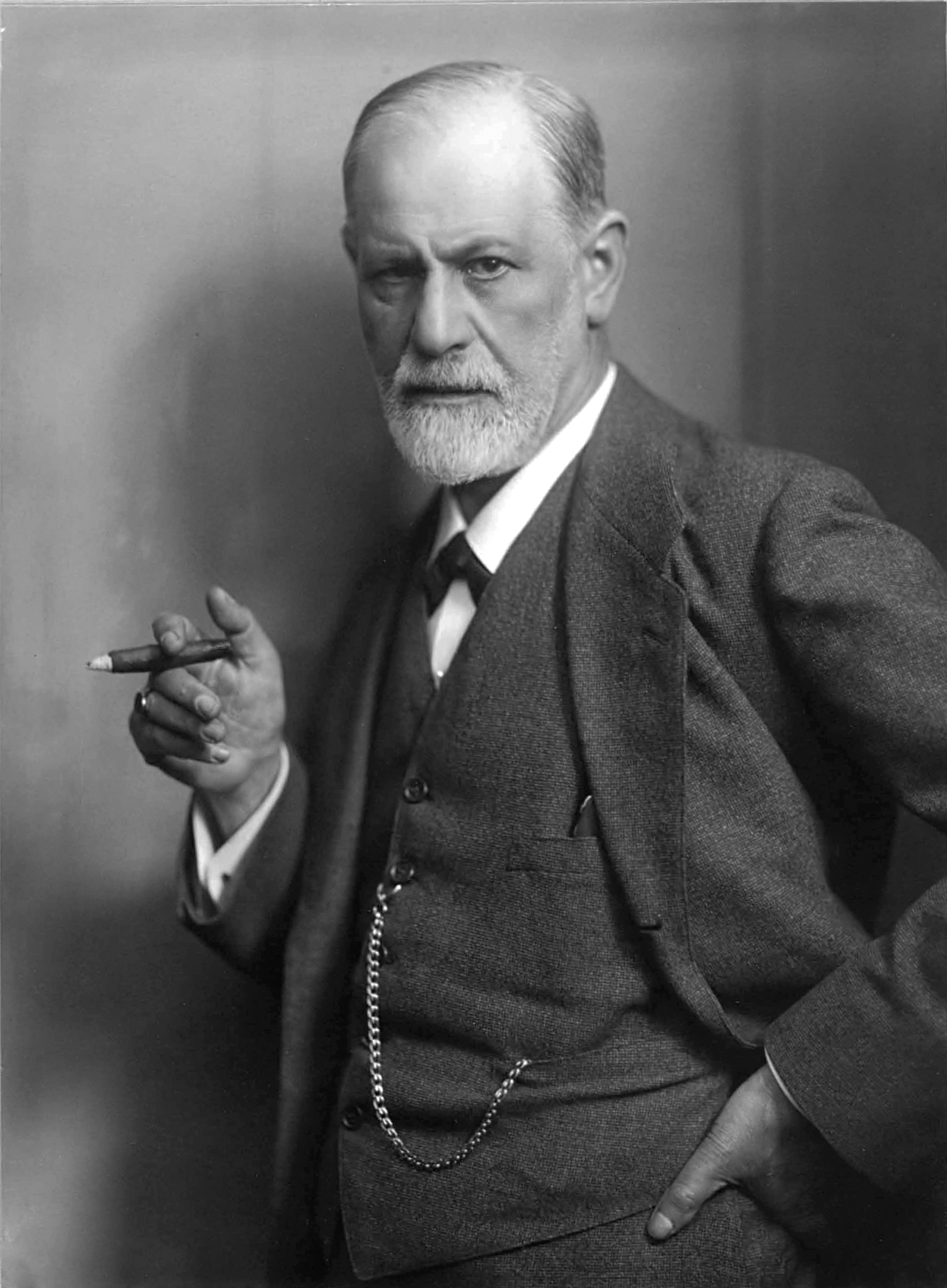
Sigmund Freud (1856-1939)

Sigmund Freud (1856-1939) vio la religión como una ilusión, una creencia que la gente deseaba muchísimo que fuera verdad. A diferencia de Tylor y Frazer, Freud intentó explicar por qué persiste la religión a pesar de la falta de pruebas sobre sus principios. Freud afirmó que la religión es, en gran medida, una respuesta neurótica inconsciente a la represión. Por represión Freud quería decir que la sociedad civilizada exige que no cumplamos todos nuestros deseos inmediatamente, sino que los reprimamos. Los argumentos racionales con una persona de convicción religiosa no cambiarán su respuesta neurótica. Esto contrasta con las visiones de Tylor y Frazer, quienes veían a la religión como un intento racional y consciente, aunque primitivo y equivocado, de explicar el mundo natural.
En su libro de 1913 Totem y Tabú, desarrolló una historia especulativa sobre cómo se originaron y desarrollaron todas las religiones monoteístas. En el libro afirmó que las religiones monoteístas surgieron del asesinato en una tribu de un padre a manos de sus hijos. Este incidente fue recordado de forma subconsciente en las sociedades humanas.
En Moisés y la religión monoteísta, Freud proponía que Moisés había sido sacerdote de Akenatón, quien huyó de Egipto después de la muerte del faraón y perpetuó el monoteísmo a través de una religión diferente.
La opinión de Freud sobre la religión estaba integrada en su teoría más amplia del psicoanálisis, que ha sido criticada como poco científica. Aunque el intento de Freud por explicar el origen histórico de las religiones no se ha aceptado, su visión generalizada de que todas las religiones provienen de necesidades psicológicas incumplidas, en algunos casos sigue siendo considerada una explicación creíble.

### Émile Durkheim

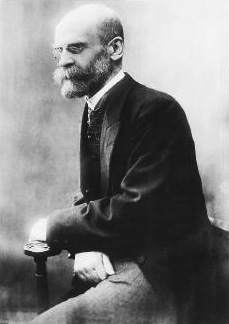
Émile Durkheim (1858-1917)

Émile Durkheim (1858-1917) entendía el concepto de lo sagrado como la característica definitoria de la religión, no la fe en lo sobrenatural. Consideraba la religión como un reflejo de la preocupación por la sociedad. Basó su opinión en las investigaciones sobre el totemismo entre los aborígenes australianos. Con totemismo se refería a que cada una de las muchas tribus tenía un objeto, planta o animal diferente al que trataban como sagrado y que era el símbolo de esa tribu. Durkheim veía el totemismo como la forma original y más sencilla de religión. Según Durkheim, el análisis de esta forma sencilla de religión podría proporcionar los cimientos de las religiones más complejas. Afirmó que el moralismo no puede separarse de la religión. Lo sagrado, como la religión, refuerza el interés grupal que, con frecuencia, choca con los intereses individuales. Durkheim sostenía que la función de la religión es la cohesión del grupo, la cual, a menudo, se realiza por medio de rituales de asistencia colectiva. Aseveró que estas reuniones de grupo proporcionaban un tipo especial de energía, a la que llamó «efervescencia», la cual hacía que los miembros del grupo perdieran su individualidad y se sintieran unidos a los dioses y, por consiguiente, al grupo. A diferencia de Tylor y Frazer, él no percibía la magia como algo religioso, sino como un instrumento individual para lograr algo.
El método propuesto por Durkheim para el progreso y el refinamiento es, primero, estudiar cuidadosamente la religión en su forma más simple en una sociedad contemporánea; luego, hacer lo mismo en otra sociedad. Y, entonces, comparar las religiones solo entre sociedades que son iguales. Las bases empíricas para el punto de vista de Durkheim fueron duramente criticadas cuando surgieron estudios más detallados sobre los aborígenes australianos. En concreto, la definición de la religión que solo trata de lo sagrado, independientemente de lo sobrenatural, no está respaldada por los estudios de estos aborígenes. La opinión introducida de forma muy firme y generalizada por Durkheim de que la religión tiene, como mínimo, un aspecto social, se ha vuelto influyente e indiscutible.
Su enfoque dio lugar a la escuela funcionalista en sociología y antropología. El funcionalismo es un paradigma sociológico que, en sus inicios, intentaba explicar las instituciones sociales como medios colectivos para cubrir las necesidades biológicas individuales, centrándose en las formas en que las instituciones sociales cubren las necesidades sociales, sobre todo la estabilidad social. Por eso, Durkheim consideraba a la sociedad como «una analogía orgánica del cuerpo, donde todas las partes trabajan juntas para mantener el equilibrio del conjunto, se entendió que la religión era el pegamento que mantenía unida a la sociedad».

### Bronisław Malinowski
El antropólogo Bronisław Malinowski (1884-1942) estaba fuertemente influenciado por la escuela funcionalista y argumentaba que la religión se había originado como una forma de lidiar con la muerte. Consideraba a la ciencia como el conocimiento práctico que toda sociedad necesita en abundancia para sobrevivir, y a la magia, como lo que está en relación con este conocimiento práctico, pero que generalmente se ocupa de fenómenos que los seres humanos no pueden controlar.

### Max Weber

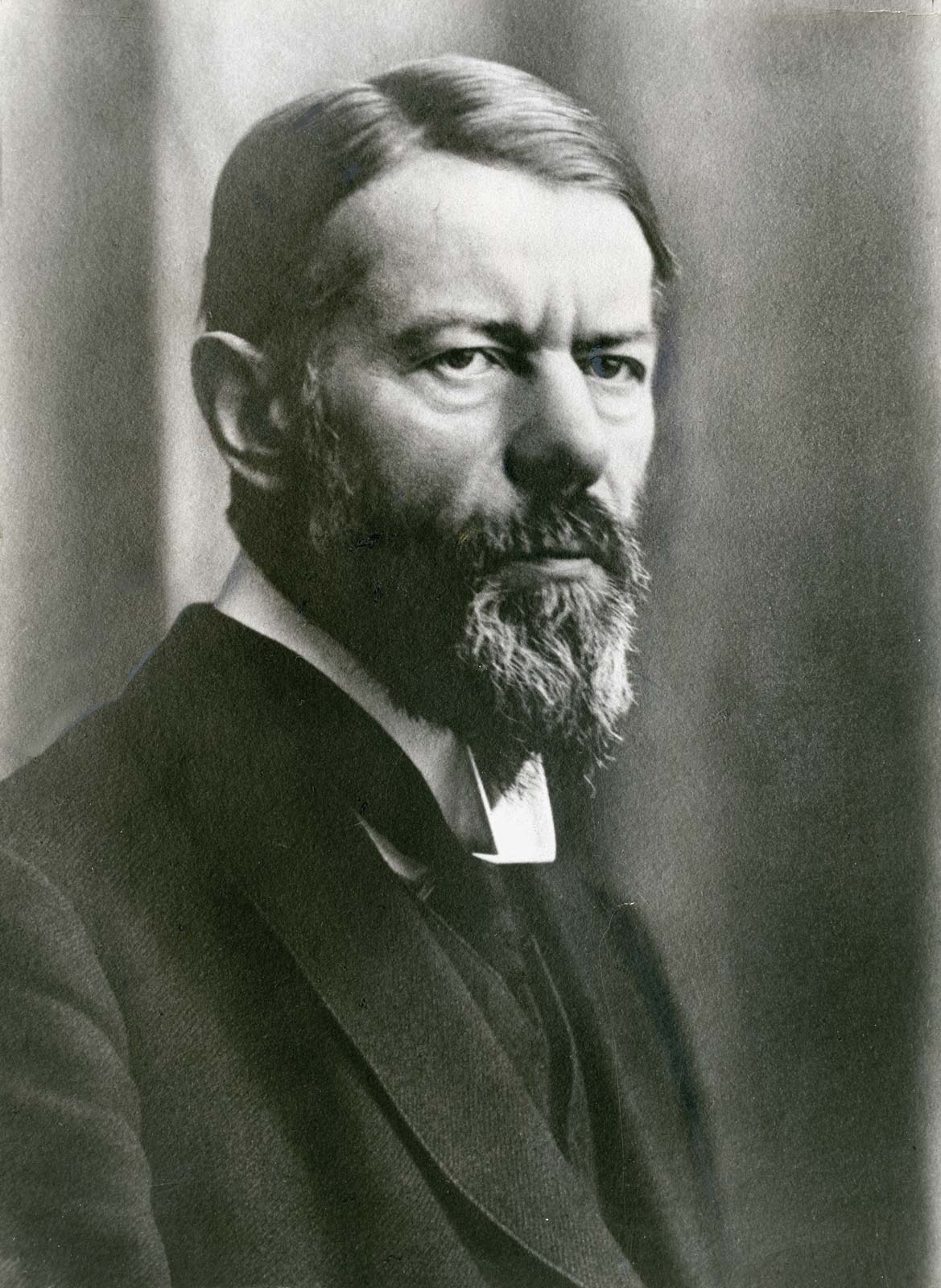
Max Weber (1864-1920)

Max Weber (1864-1920) pensaba que las verdaderas afirmaciones del movimiento religioso eran irrelevantes para el estudio científico de los movimientos. Describió todas las religiones como racionales y coherentes en sus respectivas sociedades. Weber reconocía en la religión un fuerte componente social, pero divergía de Durkheim al argumentar, por ejemplo, en su libro La ética protestante y el espíritu del capitalismo, que la religión puede ser una fuerza de cambio en la sociedad. En la obra, Weber escribió que el capitalismo moderno se extendió rápidamente debido a la moral ascética del mundo protestante. El enfoque principal de Weber no fue el desarrollo de una teoría religiosa, sino la interacción entre sociedad y religión, al tiempo que introdujo conceptos que todavía son ampliamente utilizados en la sociología de la religión. Estos conceptos incluyen:
- Tipología de las sectas de la iglesia. Weber distinguía entre sectas e iglesias al afirmar que la pertenencia a una secta es una elección personal y que la pertenencia a la Iglesia está determinada por el nacimiento. Más tarde, la tipología fue desarrollada de forma más amplia por su amigo Ernst Troeltsch y por otros.[56] Según la tipología, las iglesias, las congregaciones, las confesiones religiosas y las sectas forman un continuo con una influencia cada vez menor sobre la sociedad. Las sectas son grupos de ruptura de protesta y tienden a estar en tensión con la sociedad.

- Tipo ideal. Una forma hipotética de «puro» o «limpio»", usada en las tipologías.

- Autoridad carismática. Weber consideraba que el carisma era una forma o autoridad volátil que depende de la aceptación de la cualidad única de una persona por parte de los seguidores de esa persona. El carisma puede ser una fuerza revolucionaria y la autoridad puede hacerse rutinaria (cambiar hacia otras formas de autoridad) o desaparecer tras la muerte de la persona carismática.

Con ligeras diferencias respecto a Marx, Weber se ocupó del estatus social, no de la clase. En los estatus sociales la motivación principal es el prestigio y la cohesión social. Los estatus sociales tienen diferentes niveles de acceso al poder y al prestigio e, indirectamente, a los recursos económicos. En su tratamiento de 1920 de la religión en China, se percató de que el confucianismo ayudaba a cierto estatus social, es decir, a mantener el acceso al prestigio y al poder para la élite educada. Afirmó que la oposición del confucianismo contra la extravagancia y el ahorro hacía poco probable que el capitalismo pudiera haberse originado en China.
Utilizó el concepto de Verstehen (término alemán de «entender») para describir su método de interpretación de la intención y el contexto de la acción humana.

### Teoría de la elección racional
La teoría de la elección racional ha sido aplicada a las religiones por los sociólogos Rodney Stark (1934–) y William Sims Bainbridge (1940–), entre otros. Ellos conciben las religiones como sistemas de «compensadores», y ven a los seres humanos como «actores racionales, que toman las decisiones que mejor creen, calculando costes y beneficios». Los compensadores son un conjunto de lenguaje y prácticas que compensan alguna carencia física u objetivo frustrado. Se pueden dividir en compensadores específicos (compensadores por no lograr objetivos específicos), y compensadores generales (compensadores por no lograr ningún objetivo). They define religion as a system of compensation that relies on the supernatural. Stark y Bainbridge definen la religión como un sistema de compensación que depende de lo sobrenatural. El principal razonamiento detrás de esta teoría es que la compensación es lo que controla las decisiones, o, en otras palabras, las decisiones que toman los «actores racionales» son «racionales en el sentido de que se centran en la satisfacción de los deseos».
Se ha observado que los movimientos sociales o políticos que no logran alcanzar sus objetivos a menudo acaban transformándose en religiones. A medida que queda claro que los objetivos del movimiento no se alcanzarán por medios naturales (al menos durante sus vidas), los miembros del movimiento buscarán lo sobrenatural para lograr lo que no puede lograrse de manera natural. Las nuevas creencias religiosas son compensadoras por no alcanzar los objetivos originales. Encontramos ejemplos de esto en el movimiento contracultural de Estados Unidos: los primeros movimientos contraculturales tenían la intención de cambiar la sociedad y eliminar la injusticia y el hastío. Pero como miembros del movimiento demostraron ser incapaces de alcanzar estos objetivos, se convirtieron a religiones orientales y nuevas como compensadoras.
La mayoría de las religiones empiezan siendo cultos o sectas, es decir, grupos con fuertes tensiones con la sociedad que los rodea, con diferentes puntos de vista y creencias contrarias a la norma social. Con el tiempo, tienden a extinguirse o a consolidarse e integrarse más, y a disminuir la tensión con la sociedad. Los cultos son grupos nuevos con una teología nueva y novedosa, mientras que las sectas son intentos de devolver a las religiones dominantes (lo que la secta considera) su pureza original. Los grupos dominantes establecidos se llaman confesiones religiosas. Los comentarios que se citan a continuación sobre la formación de culto sirven igual de bien para la formación de sectas.
Hay cuatro modelos de formación de culto: el modelo psicopatológico, el modelo empresarial, el modelo social y el modelo de revelaciones normales.
- Modelo psicopatológico: las religiones se fundan durante un período de fuerte estrés en la vida del fundador. El fundador sufre problemas psicológicos, que resuelve mediante la fundación de la religión. (El desarrollo de la religión es para él una forma de autoterapia o automedicación).

- Modelo empresarial: los fundadores de las religiones actúan como empresarios, desarrollando nuevos productos (religiones) para vender a los consumidores (convertir a las personas). Según este modelo, la mayoría de los fundadores de nuevas religiones ya tienen experiencia en varios grupos religiosos antes de comenzar el suyo propio. Toman ideas de las religiones preexistentes y tratan de mejorarlas para hacerlas más populares.

- Modelo social: las religiones se fundan por medio de implosiones sociales. Los miembros del grupo religioso pasan cada vez menos tiempo con personas de fuera del grupo, y cada vez más y más tiempo con quienes forman parte de él. El nivel de afecto y el vínculo emocional entre los miembros del grupo aumenta, y sus lazos emocionales con los miembros de fuera del grupo disminuyen. Según el modelo social, cuando se produce una implosión social el grupo desarrolla de manera natural una nueva teología y rituales para acompañarla.

- Revelaciones normales: las religiones se fundan cuando el fundador interpreta fenómenos naturales ordinarios como algo sobrenatural. Por ejemplo, atribuir su propia creatividad al inventar la religión a la de la deidad.

Algunas religiones se definen mejor por un modelo que por otro, aunque todos se aplican en diferente grado a todas las religiones.
Una vez fundado un culto o una secta, el siguiente problema para el fundador es convertir a nuevos miembros. Los principales candidatos a la conversión religiosa son aquellos que están abiertos a la religión, pero que no pertenecen ni encajan bien en ningún grupo religioso existente. Aquellos que no tienen religión o que no tienen interés en ella son difíciles de convertir, especialmente porque las creencias de los cultos y de las sectas son muy extremas para los estándares de la sociedad circundante. Pero los ya felices miembros de un grupo religioso también son difíciles de convertir, ya que tienen fuertes vínculos sociales con su religión anterior y es poco probable que quieran cortar los lazos con ella para unirse a una nueva. Los mejores candidatos para la conversión religiosa son aquellos que son miembros de grupos religiosos o que han estado asociados a ellos (con los que muestran un interés o una actitud receptiva hacia la religión), pero que viven al margen de estos grupos, sin fuertes vínculos sociales que les impidan unirse a un nuevo grupo.
Los conversos potenciales varían en su nivel de conexión social. Las nuevas religiones se propagan mejor a través de contactos de amistades preexistentes. Los conversos marginales con pocos amigos son fáciles de convertir, pero, al tener pocos amigos para convertir, su aportación al crecimiento de la organización es escasa. Los conversos con una gran red social son más difíciles de convertir, ya que suelen haber invertido más en la sociedad convencional. Sin embargo, una vez convertidos aportan muchos nuevos seguidores a través de su red de amistades.
Los cultos, inicialmente, pueden tener tasas de crecimiento bastante altas, pero a medida que se agotan las redes sociales que al principio los alimentaban, su tasa de crecimiento baja rápidamente. Por otro lado, la tasa de crecimiento es exponencial (se ignora el limitado suministro de conversos potenciales): mientras más conversos tengas, más misioneros podrás tener en busca de nuevos conversos. No obstante, alcanzar un gran crecimiento de las religiones de manera natural puede llevar mucho tiempo. Con frecuencia, esto deriva en que los líderes del culto lo abandonen después de varias décadas y este desaparezca.
Para los cultos y las sectas es difícil mantener el entusiasmo inicial durante más de una generación. A medida que nacen niños en el culto o secta, los miembros comienzan a exigir una vida más estable. Cuando esto sucede, los cultos tienden a perder o a relajar muchas de sus creencias más radicales y se vuelven más abiertos a la sociedad circundante. Entonces, se transforman en confesiones religiosas.
La teoría de la economía religiosa contempla diferentes organizaciones religiosas que compiten por seguidores en una economía religiosa, de la misma forma en que las empresas compiten por los consumidores en una economía comercial. Los teóricos afirman que una verdadera economía religiosa es el resultado del pluralismo religioso, lo que da a la población una mayor variedad de opciones en religión. Según esta teoría, cuantas más religiones hay, más probable es que la población sea religiosa y, por tanto, contradice la hipótesis de secularización.